# Stellariopsis
Stellariopsis là một chi thực vật có hoa trong họ Hoa hồng.